# 텔레페
텔레페(스페인어: Telefe)는 아르헨티나 텔레비전 네트워크로 부에노스아이레스에 본사를 두고 있다. 2016년 11월 8일 미국의 매체 기업 파라마운트 글로벌에 의해 채널이 인수되었다.

## 프로그램 목록

### 뉴스 및 정보
- 텔레페 노티시아스(Telefe Noticias)

### 오락·버라이어티
- AM, 안테스 델 메디오디아(AM, antes del mediodía)
- 에스카페 페르펙토(Escape perfecto)
- 수사나 히메네스(Susana Giménez)
- 투 카라 메 수에나(Tu cara me suena)

### 텔레노벨라
- 치키티타스(Chiquititas)
- 무니에카 브라바(Muñeca brava)
- 카베시타(Cabecita)
- 엔아모르아르테(EnAmoArte)
- 레시스티레(Resistiré)
- 쿨파블레 데 에스테 아모르(Culpable de este amor)
- 엘 데세오(El deseo)
- 아모르 엔 쿠스토디아({Amor en custodia)
- 알마 피라타(Alma pirata)
- 카시 앙헤레스(Casi ángeles)
- 로스 엑시토소스 펠스(Los exitosos Pells)
- 니니(Niní)
- 카인 이 아벨(Caín y Abel)
- 엘 엘레기도(El elegido)
- 둘세 아모르(Dulce amor)
- 그라두아도스(Graduados)
- 로스 베시노스 엔 게라(Los vecinos en guerra)
- 소모스 파밀리아(Somos familia)